# Vampirella (película)
Vampirella es una película estadounidense producida directamente para video en 1996 por Concorde-New Horizons y distribuida por New Concorde. La película es protagonizada por la actriz de origen puertorriqueño Talisa Soto y el actor y cantante Roger Daltrey. El personaje principal está basado en el personaje de cómics homónimo.

## Argumento
Hace 30 siglos, en un lejano planeta llamado Drákulon, reside una sociedad de vampiros civilizada que bebe sangre sintética que fluye mediante ríos por todo el planeta. La armonía se ve interrumpida cuando Vlad, un vampiro rebelde que prefiere la práctica tradicional de chupar sangre de otros, acaba, junto con sus cómplices, con todos los miembros del consejo de ancianos que gobiernan Drákulon y huye hacia la Tierra con el fin de crear una raza de vampiros con sus propios ideales. Entre los ancianos asesinados se encontraba el padre de Ella, quien, con deseos de venganza, decide seguir el rastro de Vlad hacia la Tierra.
Durante su travesía, se ve obligada a quedarse en Marte por un tiempo y, mientras tanto, se mantiene en un profundo letargo. Mucho tiempo después, es encontrada por unos astronautas y es llevada a la Tierra. Al llegar, inmediatamente empieza a hacer todo lo posible por llegar hasta Vlad, quien ahora se encuentra en Las Vegas y se hace pasar por un cantante llamado Jamie Blood. En su afán, coincide con una unidad especial de la policía encargada de atrapar seres extraterrestres que pretendan dañar la Tierra.
Al principio Ella, que ahora se hace llamar Vampirella, pretende continuar con su plan de venganza, pero después se alía con la unidad especial y debe luchar contra Vlad y sus vampiros para salvar a la humanidad de ser convertida en una horda de vampiros, aunque esto implique que viole sus propios principios de no beber sangre de otros seres.

## Elenco
- Talisa Soto es Ella/Vampirella.
- Roger Daltrey es Vlad/Jamie Blood.
- Richard Joseph Paul es Adam Van Helsing.
- Brian Bloom es Demos.
- Corinna Harney es Sallah.
- Lee de Broux es Teniente Walsh.
- Rusty Meyers es Quinn.
- Tom Deters es Traxx.

## Diferencias entre el cómic y la película
El traje de Vampirella en el cómic es muy provocativo y erótico, mientras que en la película es un poco más conservador.

## Curiosidades
- Al final, en los créditos de la película se promete una secuela que se titularía Death's Dark Avenger (Oscura vengadora de la muerte), sin embargo hasta la fecha ésta nunca se ha rodado.